# Schweigeminute (Traiskirchen)
Schweigeminute war eine Kunstaktion des Wiener Medienkünstlers Raoul Haspel.
Vor dem Hintergrund der Zustände in der überbelegten Erstaufnahmestelle Traiskirchen im Sommer 2015 nahm er als friedlichen, ruhigen Protest gegen die österreichische Flüchtlingspolitik 60 Sekunden Stille auf. Die als Schweigeminute bezeichnete Aufnahme wurde am 21. August 2015 als Single auf den Markt gebracht und stieg anderthalb Wochen nach der Veröffentlichung auf Platz 1 der österreichischen Singlecharts ein. 
Alle Einnahmen in Höhe von 14.660 EUR gingen an eine private Flüchtlingsinitiative, die die Bewohner des Flüchtlingslagers in Traiskirchen unterstützt.
Am 3. Oktober 2015 veranstaltete Haspel die Schweigeminute im Zuge des Solidaritätskonzerts Voices-for-Refugees auf dem Wiener Heldenplatz mit bis zu 150.000 Menschen.